# Pg. 99
Pg. 99 (изписвана и като pageninetynine) е скриймо група от Стърлинг, Вирджиния, град в покрайнините на Вашингтон. Смята се, че те са едни от пионерите на скриймо жанра. Групата се формира като шестчленна в края на 1997 г. и се разпада като осемчленна през 2003 г.; в максималния си капацитет те свирят с двама певци, трима китаристи, двама басисти и барабанист и са известни с интензивните си изпълнения на живо.

## История

### 1997-2002: Съществуване
Pg. 99 често прави турнета, като по време на петгодишното си съществуване изнася над 300 концерта. Групата преминава през общо девет турнета и изнася концерти както в Съединените щати, така и в Европа. През целия си живот групата е издала и три дългосвирещи албума, седем сплита, една удължена пиеса, две компилации и една демо касета.
В началото на 1999 г. китаристът на Pg. 99 Майк Тейлър и басистът на Reactor No. 7 Анди Лоу основават Robodog Records (сега Robotic Empire). Първите две издания на лейбъла са 7-инчовият сплит Document #3 между Pg. 99 и Reactor No. 7 и 6-инчовият запис Document #4 за турне, който Pg. 99 продават по време на първото си турне през лятото на 1999 г.

### 2003-2010: Прекъсване
След няколко турнета в САЩ, едно европейско турне и многобройни издания, през май 2003 г. групата се разпада. Преди да се разпаднат официално, Pg.99 наемат Стив Албини от Shellac и Big Black за свой продуцент за продължение на Document No. 8. Китаристът Майк Тейлър посочва като основни причини за разпадането на Pg. 99 борбата с поддържането на голям състав поради конфликти в графика и проблемите с алкохола. Тейлър също казва: „Беше като дисфункционално семейство, в което група хора им беше нужно да си дадат малко пространство и яснота.“ Четирима от членовете продължат да свирят в Pygmy Lush.
Две издания, завършени преди разпадането на групата, все още не са издадени: DVD, събиращо различни записи от концерти, и сплит 10-инчов диск със City of Caterpillar, съдържащ последните записани песни на двете групи.

### 2011 г. - настояще
През август 2011 г. Pg. 99 изнасят еднократно събиране. Групата изпълни Document No. 8 в неговата цялост на фестивала Best Friend's Day в Ричмънд, Вирджиния. Когато го попитаха за бъдещето на групата, Тейлър каза: „Чувствахме, че ако Best Friend's Day мине добре - как свирим, как звучим, как се чувстваме - ще сме готови за още. Ако ще го правим, то трябва да е правилно и трябва да се чувстваме добре. Общността е едно от нещата, които правят концертите на Pg.99 толкова специални.“ След като фестивалът Best Friend's Day се разпродава, Pg.99 насрочват второ изпълнение на 27 август 2011 г. в The Black Cat във Вашингтон.
В групово интервю за NPR Pg.99 са попитани относно възможността да направят нов материал и няколко от членовете дават противоречиви отговори. Крис Тейлър казва: „Единствената причина, поради която бих го направил, е да съм старец, който не печели пари, и да си кажа: „Това може да ни донесе малко пари.““ Майк Тейлър обаче казва, че би се заинтересувал от „научаването на още няколко песни и правенето на нещо малко“.
През 2017 г. беше обявено, че групата ще се събере отново и ще направи турне с Majority Rule през септември 2017 г. Майк Тейлър спомена за плановете си да издаде "дълго скриван" Document #15 чрез своя импринт Yr Screaming Youth по някое време в бъдеще.

## Стил и влияния
Pg. 99 е скриймо група, но също се възприема и като "emoviolence" група, понякога граничеща с грайндкор. Групата често е определяна и като хардкор пънк.  По-ранните издания показват, че групата свири по-директен стил, който е силно повлиян от хардкор пънка и грайндкора, докато по-късните издания показват, че групата експериментира с прогресията и атмосферата, като например Document #7. 
Всички издания на групата са известни като „документи“, като според китариста Майк Тейлър това е направено, защото всяко издание на групата се е разглеждало като документ за състоянието ѝ по време на записването. Групата продължава да посочва като свои влияния много групи, като Born Against, Rorschach, Deadguy, Unwound, Jeromes Dream, Leonard Cohen (към когото групата се позовава с песента си "The Lonesome Waltz of Leonard Cohen"), Orchid и Sunny Day Real Estate.  Художественото оформление на музиката им е дело предимно на вокалиста Крис Тейлър. Членовете на групата до голяма степен са участвали в местната сцена на Вирджиния, като членовете им са били в групи като City of Caterpillar, Enemy Soil, Pygmy Lush и др.

## Членове
Състав
- Крис Тейлър – вокали (1997–2003, 2011, 2017–)
- Блейк Миджет – вокали (1997–2003, 2011, 2017–)
- Майк Тейлър – китара (1997–2003, 2011, 2017–)
- Джордж Кръм – китара (1997–2001, 2002–2003, 2011, 2017–)
- Джонатан Мур – китара (2002–2003, 2011, 2017–)
- Кори Стийвънсън – бас (2000–2002, 2017–)
- Брендън Еванс – бас (2000–2003, 2011, 2017–)
- Джони Уард – ударни (1997–2003, 2011, 2017–)

Бивш състав
- Т. Л. Смут – бас (1997–2000)
- Майк Касто – китара (1999–2001)
- Джеф Кейн – програмиране, нойз (1999)
- Джонатън Уайлдман – бас (2001)
- Кевин Лонгендайк – бас (2002–2003)

Хронология

## Дискография
- Document No. 1 - демо касета (самостоятелно издадена, 1999 г.)
- Document No. 2 - 7-инчов сплит албум с Enemy Soil (Sacapuntas Records, 1999)
- Document No. 3 - 7-инчов сплит албум с Reactor No. 7 (Robotic Empire, 1999 г.)
- Document No. 4 - Tour 6" (Robodog Records, 1999 г.)
- Document No. 5 - Миниалбум (Reptilian Records, 2000)[3]
- Document No. 6 - 7-инчов сплит албум с Process is Dead (Witching Hour Records, 2000 г.)
- Document No. 7 - Миниалбум (Magic Bullet Records/Happy Couples Never Last, 2001)
- Document No. 8 - Миниалбум (Robotic Empire/Electric Human Project/Scene Police/Old Skool Kids/SzSS, 2001)
- Document No. 9: A Split Personality - 7-инчов сплит албум с City of Caterpillar (Level Plane Records, 2001)
- Document No. 10: Do You Need A Play To Stay? - Сплит миниалбум с Waifle (Magic Bullet Records, 2001 г.)
- Document No. 11 - 7-инчово преиздание на Documents No. 3 и No. 4 (Robotic Empire, 2002)
- Document No. 12 - Сплит миниалбум с Majority Rule (Magic Bullet Records, 2002)
- Document No. 13: Pyramids in Cloth - 7-инчов сплит албум с Circle Takes the Square (Perpetual Motion Machine Records, 2002 г.)
- Document No. 14: Singles - CD, съдържащо всички винилови/компилационни/демо парчета (Reptilian Records, 2003 г.) и преиздадено на винил през 2011 г. чрез Robotic Empire[9]

## Външни връзки
- Official website (archived)
- pg. 99 at Reptilian Records
- Live recording from August 27, 2011, at The Black Cat чрез NPR